# Sten Lundin

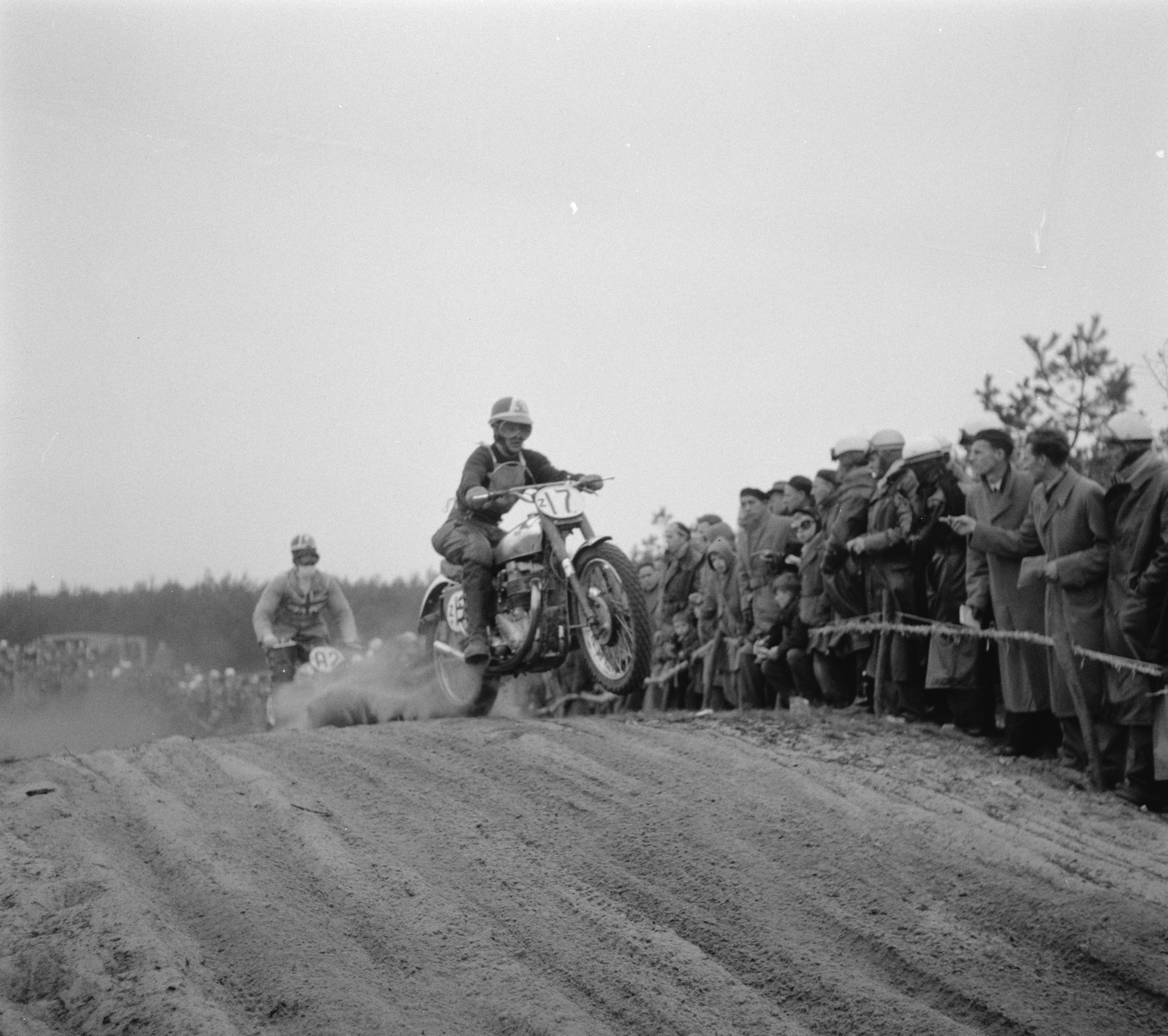
Sten Lundin (1956)

Sten Lundin (20 november 1931 – 3 juni 2016) was een Zweeds motorcrosser.

## Carrière
Lundin won het Wereldkampioenschap motorcross 500cc in 1959 op een Monark en in 1961 op een Lito. In 1955 maakte hij deel uit van het winnende Zweedse team in de Motorcross der Naties.

## Palmares
- 1955: Winnaar Motorcross der Naties
- 1959: Wereldkampioen 500cc
- 1961: Wereldkampioen 500cc